# Cordillera norteamericana

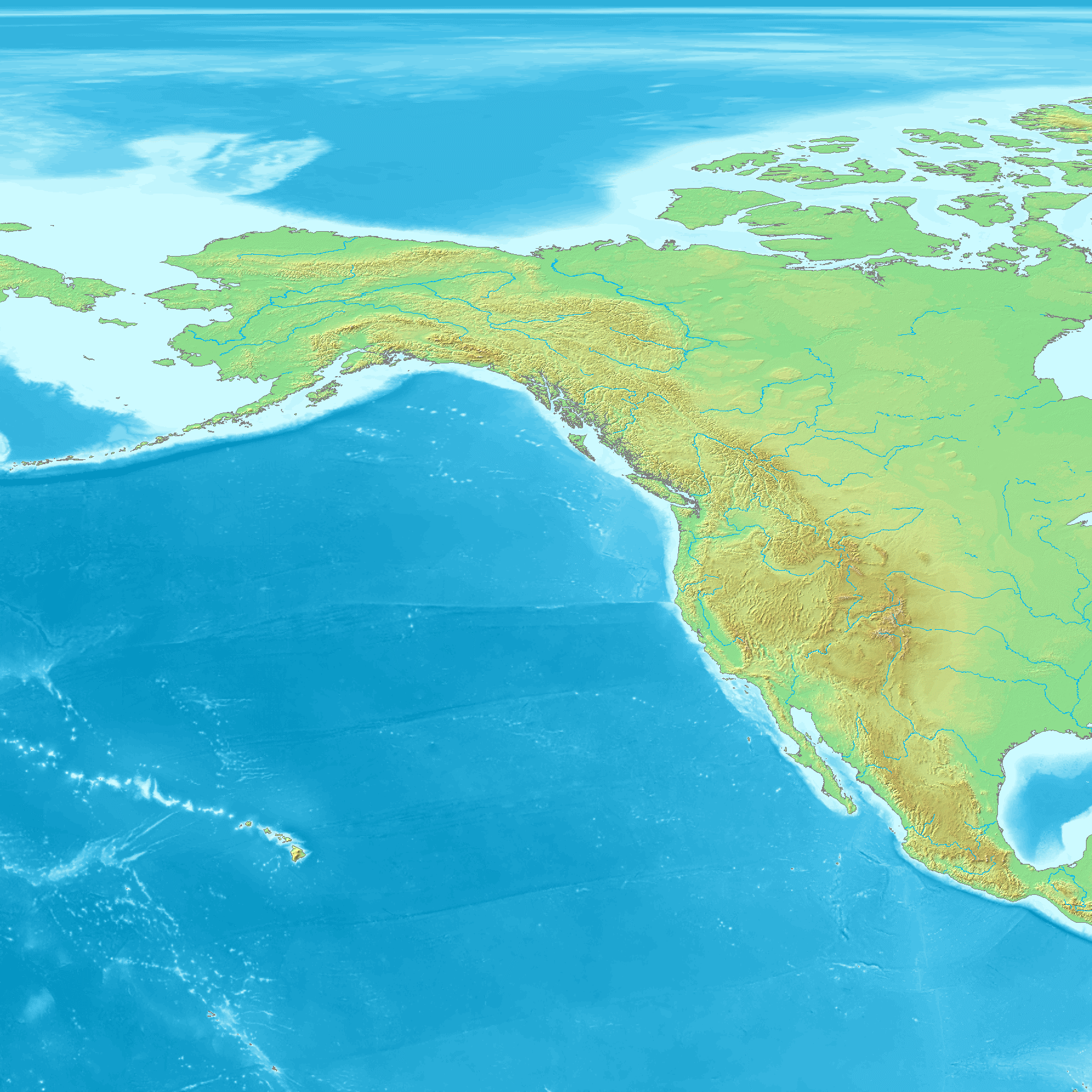
Mapa topográfico de la Cordillera norteamericana.

La Cordillera norteamericana es la porción norte de la Cordillera americana la cual sigue el margen occidental de América. La Cordillera norteamericana incluye varias cordilleras subordinadas, valles intermontanos y altiplanos en el oeste de América del norte con los Grandes Llanuras siendo el límite oriental en una considerable parte de su trayecto de norte a sur. La Cordillera norteamericana pasa por 3 países: Canadá, México y Estados Unidos incluyendo Alaska.  
Se compone a su vez de las siguientes cordilleras principales:
- Cordillera de Brooks: Al norte de Alaska y en Yukón.
- Cordillera de Alaska: Al sur de Alaska y en Yukón.
- Montañas Rocosas: En Canadá y Estados Unidos.
- Cadena costera del Pacífico: Desde la península de Kenai (Alaska) hasta Sierra La Laguna (Baja California, México), pero puede variar su delimitación según los autores.
- Cordillera de las Cascadas: En Canadá y Estados Unidos.
- Sierra Nevada: En California, EE. UU.
- Sistema de las Sierras Madre: Desde la zona de frontera México-EE. UU. hasta Centroamérica.

- Datos: Q2263948
- Multimedia: North American Cordillera / Q2263948